# Atheta aquatica
Atheta aquatica är en skalbaggsart som först beskrevs av Thomson 1852.  Atheta aquatica ingår i släktet Atheta, och familjen kortvingar. Arten är reproducerande i Sverige.